# Escut de Soriguera

Escut oficial de Soriguera

L'escut oficial de Soriguera va ser aprovat el 15 de juliol de 1992 i publicat en el DOGC el 29 del mateix mes. Té el següent blasonament: 
Escut caironat: d'argent, una vall de sinople sobremuntada d'un xoriguer d'atzur. Per timbre una corona mural de poble.
El xoriguer és un senyal parlant al·lusiu al nom del poble. A sota s'hi veu la vall de Soriguera (abans coneguda com a vall de Siarb), on està situada aquesta localitat pallaresa.

## Escuts municipals anteriors

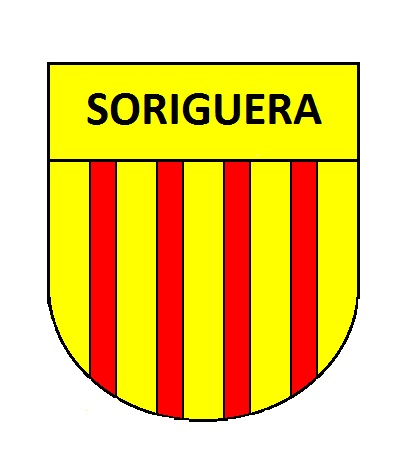
Escut de Soriguera

El municipi de Soriguera fou ampliat el 1972 amb l'afegitó de l'antic municipi d'Estac. Els escuts municipals anteriors a l'actualment vigent foren, per tant, el d'aquest municipi precedent: Estac, a més de l'antic escut de Soriguera.
L'Escut antic de Soriguera fou l'escut d'armes del municipi desaparegut de Soriguera, a la comarca del Pallars Sobirà. En un primer moment s'utilitza aquest mateix escut per al municipi resultat de la unió, que duia el nom de la població de Soriguera. Perdé vigència el 15 de juliol del 1992, després de 20 anys sense escut normalitzat segons la normativa vigent, l'Escut de Soriguera. Era un escut d'or, quatre pals vermells; en cap, el nom de la localitat SORIGUERA.